# Сентаурос Вилявисенсио
Сентаурос ВилявисенсиоДепортиво Уникоста (на испански: Centauros Villavicencio) е бивш колумбийски футболен отбор от Вилявисенсио, департамент Мета. Съществува в периода 2002-2011 г. Още в първата година от съществуването си става шампион на Категория Примера Б.

## История
След като спечелва титлата на втора дивизия, Сентаурос Вилявисенсио изкарва една година в Категория Примера А, преди да изпадне. В елита тимът завършва на четвърто място в редовния сезон на турнира Апертура, но в плейофите остава на последното четвърто място в своята група. След това добро представяне обаче изненадващо остава на последно място в турнира Финалисасион и от 2004 г. до своето разформироване остава да играе във втора дивизия. През 2004 г. завършва на трето място в редовния сезон на Категория Примера Б и само на точка от първия в своята плейофна група и така за малко пропуска класиране на финал. Същият сезон панамецът Блас Перес става голмайстор на шампионата с 29 попадения. През 2010 г. отборът изпада във финансова криза и започват дискусии за закриването на отбора и създаването на нов в Попаян, където местната власт обещава финансова подкрепа. Първоначално администраторът на първенството Димайор не дава разрешение, но в крайна сметка през май 2011 г. идеята е реализирана. Новият отбор Университарио Попаян обаче доиграва вече започналия шампионат под името Сентаурос Вилявисенсио.

## Играчи

### Известни бивши играчи
- Блас Перес
- Джон Хайро Кастийо

## Успехи
- Категория Примера Б
  - Шампион (1): 2002